# Proskrypcja
Proskrypcja (łac. proscriptio) – w starożytności i od pełnego średniowiecza skazanie na banicję, pozbawienie praw, wyjęcie spod prawa; we wczesnośredniowiecznym prawie polskim – wywołanie (skazanie na fikcyjną śmierć).

## Starożytny Rzym
W starożytnym Rzymie, w okresach wojen domowych, oznaczała pozbawienie praw obywatelskich i konfiskatę majątku osób przeciwnych rządzącym. Nazwiska obywateli poddanych proskrypcjom umieszczano na kamiennych tablicach w miejscach publicznych. Zabójstwo osoby z listy premiowano nagrodą pieniężną (za czasów II triumwiratu wynosiła ona dwa talenty).
Proskrypcje początkowo oznaczały sprzedaż dóbr dłużnika w drodze licytacji, następnie mianem tym określano wyroki skazujące na karę konfiskaty majątku i wygnania.
Proskrypcje na olbrzymią skalę, jako krwawe narzędzie walki politycznej, wprowadził Sulla w 83 roku p.n.e. Prześladowania dotknęły blisko trzy tysiące przeciwników politycznych dyktatora. W 43 roku p.n.e. członkowie II triumwiratu Marek Antoniusz, Oktawian i Lepidus ponownie ogłosili listy proskrypcyjne (tabulae proscriptionis). Wśród umieszczonych na nich znalazł się Cyceron, zamordowany na polecenie Antoniusza.

## Wczesne średniowiecze
We wczesnym średniowieczu zgodnie z obowiązującą wówczas zasadą osobowości prawa wydawano wyrok zaoczny, ustanawiający fikcję śmierci skazanego i ogłaszano go publicznie. Przy braku środków odwoławczych oznaczało to definitywną utratę osobowości prawnej proskrybowanego. Pociągało także za sobą rozwiązanie małżeństwa, otwarcie spadku i możliwość bezkarnego zabicia skazanego. W polskim prawie zwyczajowym proskrypcję nazywano wywołaniem, a skazanego w ten sposób – wywołańcem. Kara ta była dotkliwa, dopóki nie pojawiła się zasada terytorialności prawa, a ważnym elementem współżycia społecznego pozostawało zapewnianie wyżywienia i bezpieczeństwa jednostce przez macierzystą zbiorowość. Proskrypcją karano głównie za najcięższe przestępstwa (np. zbrodnie przeciw panującemu).

## Nowożytność i czasy najnowsze
W 1603 roku po bitwie pod Glen Fruin w Szkocji proskrypcją został objęty cały góralski klan Macgregorów, uważany za rozbójniczy. Zakaz używania nazwiska Macgregor uchylono dopiero w końcu XVIII wieku.
W Polsce podczas okupacji niemieckiej listy proskrypcyjne były to spisy osób przeznaczonych do zgładzenia po aresztowaniu. Na przykład w Gdyni na podstawie list proskrypcyjnych oddziały SS Wachsturmbann „Eimann”, oddziały wojskowe, Gestapo i policja ochronna aresztowały kilka tysięcy ludzi.
Listy proskrypcyjne były tworzone również przez Obóz Narodowo-Radykalny (ONR) oraz związane z nim organizacje podczas II wojny światowej. Były to listy osób, które ONR uznał za zagrożenie dla swoich celów politycznych. Na listach proskrypcyjnych znajdowali się przedstawiciele różnych grup społecznych, w tym głównie Żydzi, ale także komuniści i osoby uważane za potencjalnych przeciwników ideologii ONR. Celem ONR była fizyczna likwidacja tych osób, co miało ułatwić objęcie władzy w Polsce po wojnie. Niektóre z list proskrypcyjnych zachowały się do dziś i można znaleźć na nich nazwiska znanych postaci, np. Ireny Sendlerowej, Aleksandra Kamińskiego, Ludwika Widerszala, Jerzego Makowieckiego i jego żony.